# Kaple svatého Jana Nepomuckého (Dřemčice)
Kaple svatého Jana Nepomuckého v Dřemčicích je zaniklá sakrální stavba, která se nacházela západně od obce na vyvýšenině. Duchovní správou patřila do Římskokatolické farnosti Třebívlice. Kaple byla zbořena v roce 1980.

## Architektura
Kaple pocházela z roku 1722. Jednalo se o jednolodní obdélnou stavbu, která měla poloválcově uzavřený presbytář s dvěma postranními rozbořeným přístavky. Kaple byla obrácena k severu. V jejím jižním průčelí byla věž. V hlavním průčelí byl rizalit věže s obdélným portálem, balkónem a trojúhelníkovým štítem. V patře mělo průčelí pilastry a polokruhově zakončená okna. Boční fasády byly hladké, se segmentově zakončenými okny s mohutnými nárožními opěráky. Závěr kaple byl hladký. V bočních stěnách se nacházela obdélná okna.
V interiéru v presbytáři s užší apsidou se po stranách nacházely segmentově zakončené vstupy do bočních prostor a nad nimi segmentově zakončená okna. Loď byla kryta stropem. Ve vstupní části byla kruchta, která byla podklenutá plackami a pásy, a která byla krytá plochými stropy.

## Okolí kaple

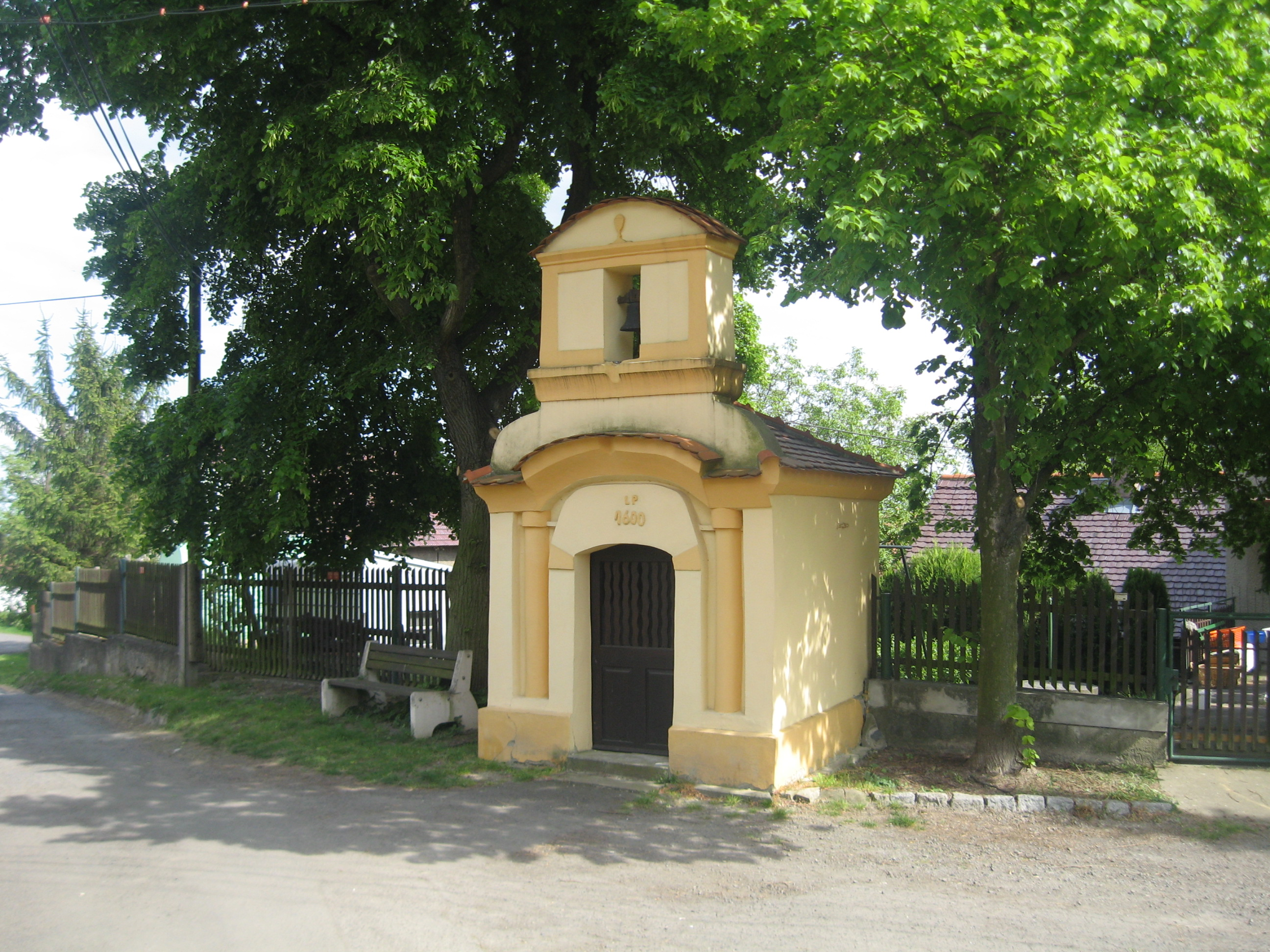
Kaple na návsi obce

V obci se na návsi nachází čtvercová kaple z 19. století. V průčelí této kaple jsou dva polosloupky, segmentově vzdutá římsa, portálek zakončený stlačeným obloukem a zvoničkový nástavec. Tato malá kaple má v klenbě placku. Nad vchodem je zavádějící letopočet 1600, který nemá s kaplí nic společného.